# Armando Jiménez
Armando Jiménez Farías (Piedras Negras, Coahuila, México, 10 de septiembre de 1917 - Tuxtla Gutiérrez, Chiapas, México, 2 de julio de 2010), conocido como Armando Jiménez, fue un ingeniero, arquitecto y escritor mexicano. Su obra más famosa es Picardía mexicana (1960), donde compiló frases y términos del lenguaje (véase albur y calambur) y de la cultura populares del México de mediados del siglo XX. Ganó el Premio Nacional de Periodismo de su país en tres ocasiones. Popularmente, fue conocido también como El Gallito Inglés, quizá el más conocido de los muchos grafitis que él recopiló en su libro.[cita requerida]

## Primeros años
Hijo de Luis Jiménez y de María de Jesús Farías, fue ingeniero y arquitecto egresado de la Escuela Superior de Ingeniería y Arquitectura, del Instituto Politécnico Nacional. Se trasladó a la Ciudad de México a temprana edad. En su juventud fue un apasionado deportista y llegó a ser campeón de tenis de mesa y de caminata atlética.
Se especializó en construcciones deportivas; ejerció esa profesión durante 23 años, participó en un centenar de obras en México y en otros países. Participó en concursos nacionales e internacionales de arquitectura. Publicó artículos sobre su especialidad en revistas de México y del extranjero, dio conferencias y clases en muchas escuelas de arquitectura.

## Actividades relacionadas con los deportes
Estudió los juegos y deportes prehispánicos; sobre este tema impartió conferencias en México y en el extranjero; publicó abundantes artículos y fue asesor del Instituto Nacional de Antropología e Historia (INAH).[cita requerida]
Fue fundador de la Federación Nacional de Tenis de Mesa, presidente del Comité Mexicano Pro Construcción de Albergues de Alta Montaña, presidente de la Comisión Nacional de Récords de Atletismo, juez internacional de atletismo, fundador del Precomité Organizador de los Juegos Olímpicos de México 1968.[cita requerida]
Fue becado en 1951 en Gran Bretaña por el Consejo Británico, para ampliar sus conocimientos acerca de la arquitectura deportiva. En 1957 fue invitado por el gobierno de la Unión Soviética, en representación de la cultura mexicana.[cita requerida]

## Filatelia
Fue organizador, presidente del jurado y asesor en el certamen de diseño para las estampillas postales mexicanas en sus tres series: deportes prehispánicos, tradicionales e internacionales, con motivo de los Juegos Olímpicos de México 1968.[cita requerida]

## Picardía mexicana
Desde los 18 años comenzó a planear Picardía mexicana, que resultó un éxito editorial: ha sido editada 143 veces, con más de cuatro millones de ejemplares vendidos. Camilo José Cela declaró, en 1970, que “la Picardía mexicana es el segundo libro más leído en la historia de la literatura en idioma español, solamente después de El Quijote de la Mancha”. El diario mexicano Reforma lo consideró uno de los libros más importantes del pasado milenio, y en México en 500 libros, entre los dos más valiosos en la rama de folklore.[cita requerida]
En este libro incluyó frases, términos, gestos y actitudes de la cultura popular (albures, calambures, dichos, frases de doble sentido), así como el registro de sitios de bares, cantinas y cabarets de su tiempo, a donde asistía con frecuencia.
Basadas en su obra, se filmaron, en la década de 1980, una trilogía de películas protagonizadas por Vicente Fernández, y con material suyo se montó una obra de teatro, así como diversos programas y sketches en radio y televisión y libros y folletos en sistema Braille. La Universidad Nacional Autónoma de México (UNAM), el Instituto Politécnico Nacional (IPN) y el Canal 22 de televisión filmaron sendos documentales sobre él. Con el tema de la picardía mexicana hay varias tesis profesionales e información multimedia digital e interactiva.[cita requerida]

## Escritor y cronista
Por casi tres décadas fue colaborador y columnista en varios periódicos y revistas de circulación nacional, sobre temas de la cultura y tradiciones populares. El Club de Periodistas le otorgó el Premio José F. Elizondo en 1983, 1984 y 1989, y obtuvo cuatro menciones de participación en el Premio Nacional de Periodismo, dos premios de crónica y dos premios internacionales de literatura.[cita requerida]
Participó, incorporando vocablos populares, en el Diccionario Porrúa de la lengua española, en el Diccionario del español de México, de El Colegio de México, y en el Diccionario de mexicanismos, de la Academia Mexicana de la Lengua.[cita requerida]
Fue miembro de la Sociedad General de Escritores de México (Sogem), de la Asociación de Escritores de México (fundador y miembro vitalicio), de la Asociación de Cronistas del Distrito Federal y Zonas Conurbadas, de la Asociación de Cronistas del Estado de Chiapas, del Consejo de la Crónica Municipal de Tuxtla Gutiérrez, presidente de la Academia de la Lengua de Alvarado, Veracruz; miembro honorario del Colegio de Arquitectos de Piedras Negras, Coahuila, y de la Asociación de Poetas y Escritores Chiapanecos.[cita requerida]
El libro titulado 3,000 años de humor, una compilación sobre este tema, publicado en Barcelona en 1969, consideró a Armando Jiménez uno de los humoristas más destacados de América Latina. Algunos de sus libros fueron prologados por Alfonso Reyes, Guillermo Tovar de Teresa, Salvador Novo, Antonio Alatorre, Gabriel García Márquez, Octavio Paz, Camilo José Cela, Alí Chumacero, Renato Leduc y Pablo Neruda.

## Reconocimientos
En 1993, el H. Consejo Consultivo de la Ciudad de México le entregó las llaves de la ciudad y le otorgó Carta de Naturalización como Ciudadano del Distrito Federal.[cita requerida]
El 10 de septiembre de 1998, las autoridades de la delegación Tlalpan del Distrito Federal (hoy, Ciudad de México) le asignaron su nombre a la calle en la que vivió durante 40 años.[cita requerida]
El 15 del mismo mes, el gobernador del estado de Coahuila y el presidente municipal de Piedras Negras, Claudio Mario Bres Garza, inauguraron en esa ciudad una importante avenida a la que se nombró Armando Jiménez Farías.[cita requerida]
El 9 de junio del 2000, la Lotería Nacional para la Asistencia Pública le hizo un homenaje durante el sorteo, en el cual los billetes con esa fecha llevaron retrato y semblanza suyos.[cita requerida]
El 25 de agosto del 2007, las autoridades municipales de Tuxtla Gutiérrez le pusieron el nombre de Armando Jiménez al boulevar donde residió.[cita requerida]
El 19 de abril del 2009, se inauguró el parque deportivo “Armando Jiménez” en Tuxtla Gutiérrez.[cita requerida]
El 10 de septiembre del 2009, recibió, de manos del gobernador, el nombramiento como Hijo Predilecto del Estado de Chiapas. Ese mismo día, cumplió 92 años de edad, 49 como escritor y 66 de estar estudiando y difundiendo las artes y tradiciones populares de México.[cita requerida]
El 10 de septiembre del 2017, para celebrar el centenario de su nacimiento, la editorial RM publicaría una versión facsimilar de Picardía mexicana.
La figura del “Gallito Inglés”, que utilizó como firma personal, se ha propagado y se ha convertido en símbolo de la cultura urbana y de la picardía mexicanas, y se incluyó en el mural Sueño de una tarde de domingo en el callejón del Cuajo, de La familia Burrón, que se pintó en la calle Regina del Centro Histórico de la Ciudad de México, como homenaje póstumo a Carlos Monsiváis, a Carlos Montemayor y al propio Armando Jiménez. Se publicaron frecuentemente entrevistas, fotografías y caricaturas, “calaveras”, canciones y corridos, así como judas y otras manifestaciones de arte popular.

## Fallecimiento
Falleció en Tuxtla Gutiérrez el 2 de julio de 2010.[cita requerida]

## Familia
Era primo hermano del compositor mexicano José Alfredo Jiménez.

## Lista de sus obras
Como escritor, publicó 17 libros, entre ellos:
- Picardía mexicana (1960); 143 ediciones.
- El ánima de Sayula (1963), con prólogo de Renato Leduc.
- Términos de uso delicado en el español de México (1965), con prólogo del escritor Jaime Torres Bodet.
- Juegos y deportes prehispánicos (1966)
- Del arrabal (1970) (recopilación, semblanza de Carlos Rivas Larrauri; prólogo y glosario del autor)
- Nueva picardía mexicana (1971), prólogo del premio Nobel Octavio Paz.
- Letreros y grafitos de la picardía mexicana (1975).
- Vocabulario prohibido de la picardía mexicana (1976)
- Tumbaburros de la picardía mexicana (1977), prólogo del Premio Nobel chileno Pablo Neruda.
- Dichos y refranes de la picardía mexicana (1982), prólogo del Premio Nobel colombiano Gabriel García Márquez.
- Cancionero mexicano (1988, dos tomos), recopilación y selección de Armando Jiménez.
- Cabarets de antes y de ahora en la Ciudad de México (1998), prólogo de Salvador Novo, cronista de la Ciudad de México.
- Sitios de rompe y rasga en la Ciudad de México (1998)
- Lugares de gozo, retozo, ahogo y desahogo en la Ciudad de México (2000)